# Govern de Kokand

Bandera del Govern de Kokand (no és la bandera del Kanat de Kokand)

El govern de Kokand (formalment Govern Provisional del Turquestan Autònom) fou un govern provisional que va administrar una part de l'Àsia central russa, principalment la vall de Fergana, del novembre del 1917 al febrer del 1918.
Després de la Revolució d'Octubre, els bolxevics van prendre el poder polític a Taixkent, la capital (octubre del 1917). Manifestacions de musulmans van tenir lloc a Taixkent demanant l'autonomia. El cor de l'oposició musulmana fou la vall de Fergana. Al començament de novembre del 1917 va tenir lloc allí el Congrés Regional Extraordinari dels Musulmans, que, seguint la crida de Lenin als musulmans del Turquestan per actuar contra el govern tsarista i la promesa de la concessió del dret d'autodeterminació d'acord amb un model concret per a l'Àsia central, va decidir formar un govern de base musulmana (10-11 de novembre de 1917) que va dirigir Mustafà Xokàiev (líder del Milli-Merkez) i que va prendre el nom de "Govern Provisional del Turquestan Autònom" (Turkistan Awtanam Hukumäti), encara que fou conegut com a Govern de Kokand (Qoqan Awtonomiyasi), del nom de la ciutat on tenia la seu, i que abans havia estat un kanat annexionat a Rússia el 1876.
El govern de Kokand va tenir una capacitat limitada pel fet de representar únicament una part del país, la vall de Fergana a l'entorn de Kokand, i no pas tot el Turquestan. A més a més, el govern estava situat al Turquestan Rus, una zona sota el control directe de Rússia, i va tenir poca repercussió en les poblacions dels estats protegits de Khivà i Bukharà. Tot i així, la sort de la regió de l'Àsia central russa depenia de l'èxit d'aquest govern. La formació del govern de Kokand va coincidir amb la rebel·lió dels musulmans contra Rússia en altres indrets de l'antic Imperi: Baixkíria-Tartària va declarar la seva autonomia el gener de 1918, i els tàrtars de l'Azerbaidjan també actuaven de forma independent. Tot i la crida de Lenin a l'autodeterminació, el govern de Kokand fou vist com a traïdor per les autoritats bolxevics de Taixkent, que actuaven independents del govern central bolxevic. Conseqüentment, les autoritats de Kokand van apel·lar als bolxevics de Petrograd demanant suport, però l'enviat de Lenin, Ióssif Stalin, els va indicar que si la població musulmana no s'integrava en el govern soviètic de Taixkent voluntàriament, ho farien ells mateixos per la força. Això va intensificar l'oposició de Kokand als bolxevics. El govern de Kokand fou declarat contrarevolucionari a la fi de gener del 1918 i el govern bolxevic de Taixkent li va declarar la guerra; el mateix mes, les forces bolxevics van assetjar Kokand, on la població es va armar per defensar-se. El 20 de febrer, la ciutat de Kokand va ser ocupada i el govern suprimit després de només tres mesos.